# Tmesiphantes nubilus
Tmesiphantes nubilus là một loài nhện trong họ Theraphosidae.
Loài này thuộc chi Tmesiphantes. Tmesiphantes nubilus được Eugène Simon miêu tả năm 1892.